# Adolf af Slesvig-Holsten-Gottorp
 Ikke at forveksle med Adolf af Slesvig-Holsten-Gottorp (1600-1631).
Adolf, Hertug af Slesvig-Holsten-Gottorp (25. januar 1526 – 1. oktober 1586) var fra 1544 til 1586 hertug i de gottorpske dele af hertugdømmerne Slesvig og Holsten. Han var den tredje søn af kong Frederik 1. og Sophie af Pommern.
Ved Frederik 1.s død i 1533 blev han sammen med sine brødre hyldet som hertug af Slesvig og Holsten. I 1544 delte brødrene hertugdømmerne mellem sig. Adolf fik den sydlige del af Slesvig samt nogle spredte områder i Nordslesvig og Holsten, som han regerede med hovedsæde på Gottorp Slot.
Sammen med medhertugerne kong Frederik 2. og Hans den Ældre erobrede og delte han i 1559 den hidtil frie bonderepublik Ditmarsken (i det nuværende Holsten). Ved arvedelingen efter hertug Hans den Ældres død i 1580 blev de gottorpske dele endvidere udvidet med områder i Mellemslesvig, øerne Nordstrand og Femern samt Bordesholm Amt i Holsten.
Gennem sit ægteskab med Christine af Hessen blev han stamfader til hertuglinjen Slesvig-Holsten-Gottorp, der udover Slesvig og Holsten også regerede i Rusland (1762 og 1796-1917), Sverige (1751-1818), Norge (1814-1818) og Oldenburg (1773-1918).

## Liv

### Opvækst
Adolf blev født den 25. januar 1526 på Duborg Slot i Flensborg som tredjeældste søn af Frederik 1. i hans andet ægteskab med Sophie af Pommern. Frederik lod ham opdrage hos landgrev Philip 1. af Hessen, der var en af tidens væsentligste tyske fyrster og Reformationens politiske ledere. Adolf tilbragte fire år ved landgrevens hof i Kassel og forblev livet igennem tæt forbundet med Philip.

### Hertug af Slesvig og Holsten
Ved Frederik 1.'s død i 1533 blev Christian 3. og hans tre mindreårige halvbrødre, Hans, Adolf og Frederik i fællesskab hyldet som hertuger af Slesvig og Holsten. I årene herefter styrede Christian 3. hertugdømmerne på sine mindreårige brødres vegne. I 1544, da brødrene var blevet myndige, delte Christian 3., Hans og Adolf hertugdømmerne mellem sig. Den sidste bror, Frederik, blev holdt udenfor delingen, da han blev valgt som efterfølger til fyrstærkebiskoppen af Bremen. Delingen foregik sådan, at alle tre brødre fik hver sin andel af hertugdømmerne, mens en række områder blev regeret i fællesskab. Områderne blev fordelt efter indtægter, ikke efter areal.
Adolf fik tildelt Gottorp Amt og Aabenraa Amt samt halvøen Ejdersted i Slesvig, og Kiel, Neumünster, Oldenburg og Trittau amter i Holsten.

### Regeringstid
Hertug Adolf indledte sin regeringstid med at rejse bort og overlade styret af sit land til Johan Rantzau. Adolf deltog på rigsdagen i Augsburg i 1548, hvor han oplevede kejser Karl 5. på hans magts højdepunkt. Han ledsagede Karls tronfølger, Filip på dennes hyldningsrejse gennem de Spanske Nederlande og lærte disse rige provinser at kende.
Selv om han selv var protestant, understøttede han den katolske kejser, da denne førte krig mod de protestantiske tyske fyrster. På trods heraf var han velanset blandt Nordtysklands øvrige fyrster, der valgte ham til befalingshaver for tropperne i nordtyskland.
I 1553 vendte Hertug Adolf tilbage til sine lande, hvor han gjorde Gottorp Slot til et virkelig regeringssæde. Der blev oprettet et egentlig kancelli og et rentekammer. Adolf var en streng men driftig hersker, der fremmede handelen i hertugdømmerne og stod bag digebyggerier, inddæmning og udbygningen af Husums havn. Han havde også planer om en kanalforbindelse mellem Nordsøen og Østersøen, som senere blev virkeliggjort med Ejderkanalen. Hertug Adolf markerede sig også som bygherre og lod opføre slotte i Reinbek, Kiel, Tønning og Husum.
I 1559 døde Christian 3., og hans søn Frederik 2. overtog hans dele af hertugdømmerne og indgik sammen med sin onkler i regeringen af fællesområderne. Senere samme år erobrede Frederik, Hans og Adolf den hidtil frie bonderepublik Ditmarsken og delte den mellem sig. Adolf blev tildelt den nordligste del.
Efter mislykkede ægteskabsforhandlinger med Christine af Lothringen og Elizabeth I af England, giftede Adolf sig med Christine, datter af landgrev Philip 1. af Hessen. Deres bryllup blev fejret den 17. december 1564 på Gottorp Slot og førte til en mindre skandale, da bryllupsgæsterne drak sig skandaløst beruset. Adolf og Christine fik ti børn sammen.
Efter hertug Hans den Ældres død i 1580 delte Frederik og Adolf hans områder mellem sig. Ved den lejlighed blev de gottorpske dele udvidet med Tønder og Løgumkloster amter, landskaberne Nordstrand og Femern og Bordesholm Amt i Holsten.

### Død
Hertug Adolf døde 1. oktober 1586 på Gottorp Slot i Slesvig by. Han blev efterfulgt som hertug af sin ældste søn, Frederik.

## Efterslægt
Gennem sit ægteskab med Christine af Hessen blev han stamfader til hertuglinjen Slesvig-Holsten-Gottorp, der regerede den gottorpske del af Slesvig frem til 1713 og de gottorpske dele af Holsten frem til 1773. Derudover kom den også til at regere Rusland (1762 og 1796-1917), Sverige (1751-1818), Norge (1814-1818) og Oldenburg (1773-1918).

## Ægteskab og børn
Hertug Adolf giftede sig den 17. december 1564 på Gottorp Slot med Christine af Hessen (1543 – 1604), datter af landgrev Philip 1. af Hessen og Christine af Sachsen. I ægteskabet blev der født 10 børn:
| Navn                    | Født                    | Død                     | Bemærkninger                                                                            |
| Med Christine af Hessen | Med Christine af Hessen | Med Christine af Hessen | Med Christine af Hessen                                                                 |
| ----------------------- | ----------------------- | ----------------------- | --------------------------------------------------------------------------------------- |
| Frederik 2.             | 21. april 1568          | 15. juni 1587           | Hertug af Slesvig-Holsten-Gottorp 1586–1587                                             |
| Sophie                  | 1. juni 1569            | 14. november 1634       | Gift 17. februar 1588 med Hertug Johan 7. af Mecklenburg                                |
| Philip                  | 10. august 1570         | 18. oktober 1590        | Hertug af Slesvig-Holsten-Gottorp 1587–1590                                             |
| Christine               | 13. april 1573          | 8. december 1625        | Gift 8. juli 1592 med Kong Karl 9. af Sverige                                           |
| Elisabeth               | 11. marts 1574          | 12. januar 1587         |                                                                                         |
| Johan Adolf             | 27. februar 1575        | 31. marts 1616          | Hertug af Slesvig-Holsten-Gottorp 1590–1616 Gift 30. august 1596 med Augusta af Danmark |
| Anna                    | 27. februar 1575        | 24. april 1625          | Gift 28. januar 1598 med Grev Enno 3. af Østfrisland                                    |
| Christian               | 29. maj 1576            | 22. april 1577          |                                                                                         |
| Agnes                   | 20. december 1578       | 1627                    |                                                                                         |
| Johan Frederik          | 1. september 1579       | 3. september 1634       | Ærkebiskop af Bremen 1596–1634, Biskop af Verden 1631–1634                              |

## Eksterne links
- Wikimedia Commons har flere filer relateret til Adolf af Slesvig-Holsten-Gottorp